# Кожушко Антон Іванович
Анто́н Іва́нович Кожу́шко (*13 квітня 1894, Стрільники — †після 22 травня 1922) — військовий і громадський діяч, в. о. начальника штабу 10-ї пішої дивізії, командир пішої сотні і кулеметної команди Наливайківського полку 1-ї Запорозької дивізії; поручник Армії УНР.

## Біографія
Народився в сім'ї Івана Васильовича і Марії Кузьмівни (до шлюбу Омельченко).
| “Охрещений 14 квітня 1894 року в церкві Вознесіння Господнього в с. Радьківці того ж повіту”. |
28 грудня 1914 мобілізований до російської армії, служив у 52-му Віденському полку. У російській армії служив на Південно-Західному фронті до часу формування українізованих частин.
До українського війська вступив 15 липня 1917 року. Служив у 10-му Українському полку (колишній 610-й піхотний Мезелінський). Завдяки демобілізації 20 лютого 1918 повернувся додому.
Склавши іспити за 7 класів Прилуцької комерційної школи (12 жовтня 1918), вступив до Київського комерційного інституту, але через політичні обставини не зміг вчитися. Під час мобілізації старшин у Києві вступив до 2-го Запорозького пішого полку, який доформовував Петро Болбочан.
Брав «участь в походах і боях проти комуністів, монархістів-денікінців», — пише у автобіографії. Учасник Зимового походу.
Лицар Залізного хреста (1920).
Інтернований поляками (22 листопада 1921). З дозволу військового міністерства (25 серпня 1921) виїхав з табору і прибув до ЧСР (1 вересня 1921).
10 вересня прийнятий до «земледельського одбору при Високій технічній школі у Празі». 3 листопада записався на лекції філософського факультету Українського вільного університету в Празі на зимовий семестр 1921—1922. 16 січня 1922 вступає в дійсні члени Українського громадського комітету в ЧСР.
У Празі мешкав за адресою Вишеградська треда (проспект), буд. 16 та в районі Жижків по вулиці Подєбрадова, 20.